# Barnevelder

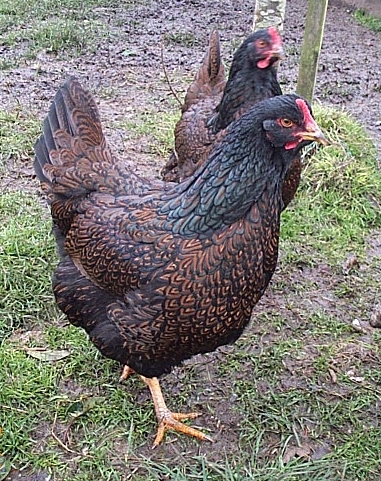
Barnevelder tojó (0.1)

A barnevelder egy Hollandiában kitenyésztett tyúkfajta.

## Fajtatörténet
Miután Hollandiában elkezdték tenyészteni, igen hamar Németországban is hódítani kezdett.

## Fajtabélyegek, színváltozatok

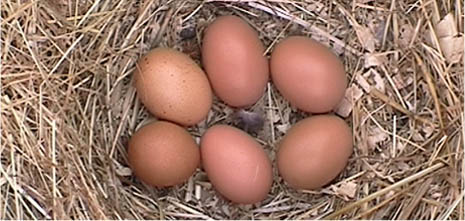
Barnevelder tojások.

Háta széles, farktolla közepes magas állású, melltájéka mély, széles. Szárnyai szorosan a testhez tartottak. Feje meglehetősen széles, arca piros, tollmentes. Szemek vörös színűek. Csőr rövid, széles, sárga. Taraj egyszerű, viszonylag kicsi, 4-6 egyforma fogazattal. Füllebenyek pirosak, hosszúkásak. Toroklebeny rövid, kerekded. Nyak közepesen nagy, bő tollazattal. Csüd sárga, finom csontozatú.
Színváltozatok: Legelterjedtebb a duplaszegélyes gesztenyebarna szín, ami egy igen különös tollmintázat. Kék duplaszegélyes, ezüst dupla szegélyezett, fehér, fekete, kék, fogoly színben is létezik.

## Tulajdonságok
Kéthasznú tyúkfajták közé sorolják. Nem csupán jó tojáshozamú, de jó minőségű hústyúk is. Nyugodt, szelíd fajta és nem szívesen repülnek.

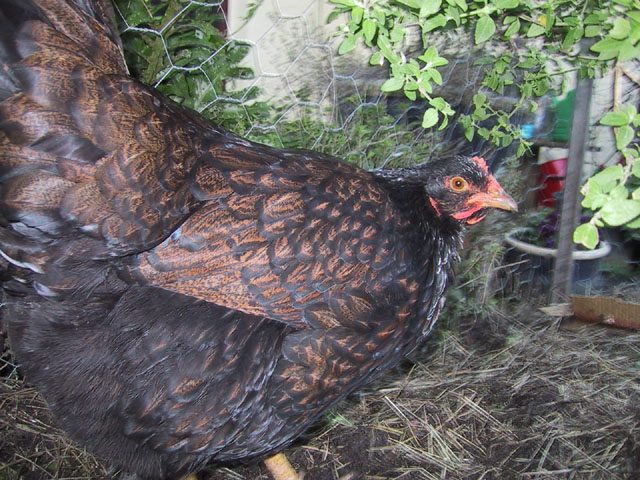
Barnevelder tojó.

## Általános tulajdonságok
| Általános tulajdonságok: | Általános tulajdonságok:  |
| ------------------------ | ------------------------- |
| Súlya                    | kakas 3,5 kg, tojó 2,7 kg |
| Gyűrűmérete              | kakas 20, tojó 18         |
| Tenyésztojás tömege      | 60 g                      |
| Tojáshéj színe           | sötétbarna                |
| Éves tojáshozama         | 180 db                    |